# Municipio de South Haven (Kansas)
El municipio de South Haven (en inglés: South Haven Township) es un municipio ubicado en el condado de Sumner en el estado estadounidense de Kansas. En el año 2010 tenía una población de 567 habitantes y una densidad poblacional de 4,05 personas por km².

## Geografía
El municipio de South Haven se encuentra ubicado en las coordenadas 37°3′51″N 97°25′9″O / 37.06417, -97.41917. Según la Oficina del Censo de los Estados Unidos, el municipio tiene una superficie total de 139.89 km², de la cual 139,89 km² corresponden a tierra firme y (0 %) 0 km² es agua.

## Demografía
Según el censo de 2010, había 567 personas residiendo en el municipio de South Haven. La densidad de población era de 4,05 hab./km². De los 567 habitantes, el municipio de South Haven estaba compuesto por el 95,24 % blancos, el 0,18 % eran afroamericanos, el 1,76 % eran amerindios, el 0,18 % eran asiáticos, el 1,41 % eran de otras razas y el 1,23 % eran de una mezcla de razas. Del total de la población el 4,94 % eran hispanos o latinos de cualquier raza.